# Westerbegraafplaats (Gent)

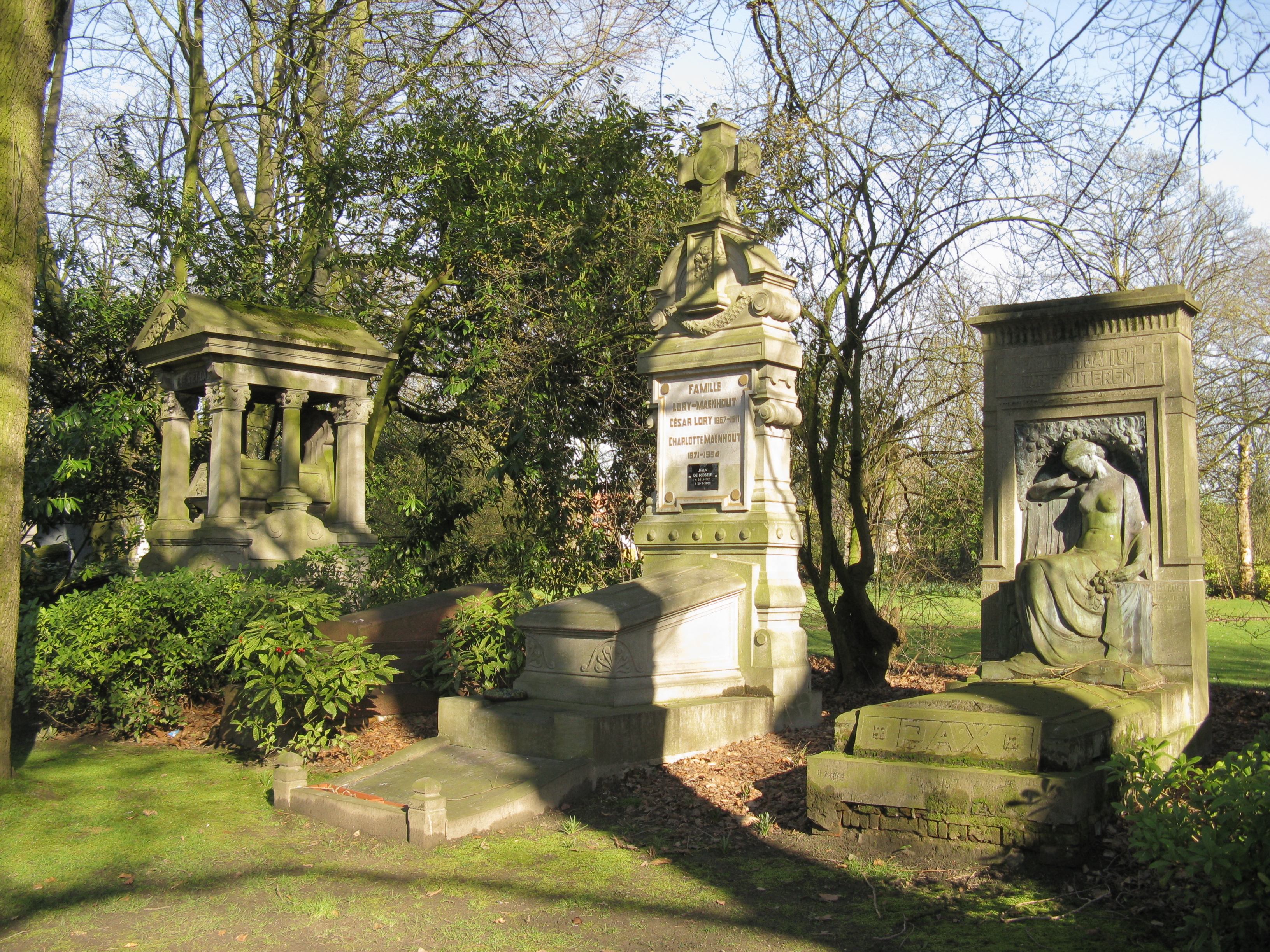
Verschillende monumentale concessies, rechts het praalgraf van de echtgenoten Gallet-Van Cauteren.

De Westerbegraafplaats is een grote begraafplaats in de Belgische stad Gent. De begraafplaats ligt in het noordwesten van het stadscentrum nog op het grondgebied van Gent maar dichtbij de deelgemeente Mariakerke, op het adres Palinghuizen 143, tussen de Bloemekenswijk en Kolegem. Net als Campo Santo wordt ze gekenmerkt door de aanwezigheid van monumentale graven, gewijd aan de rijke burgerij van Gent en een tuinarchitectuur die het tot een bezienswaardigheid maakt. De begraafplaats werd met haar toegangsdreef, poortgebouw, ommuring en graven in 1996 beschermd als monument, net als twee oorlogsmonumenten op de begraafplaats.

## Bouw
De bouw van de begraafplaats werd gestart op 26 juli 1862 en werd toevertrouwd aan de stadsarchitect Adolphe Pauli. De Westerbegraafplaats is ca. 230.000 m² groot en wordt omzoomd door een afsluitende baksteenmuur en een meer uitgewerkt poortgebouw. De frontons werden vervaardigd door de kunstenaars Antoon Van Eenaeme en Benoit Wante. De ene stelt Het laatste oordeel voor, de andere de werken van barmhartigheid de doden begraven en de stervenden bezoeken. Binnen deze muren werden aanplantingen aangelegd om het geheel het uitzicht te geven van een jardin des morts. De nieuwe begraafplaats werd vanaf 1 januari 1873 in gebruik genomen.

## Het geuzenkerkhof
Burgemeester Charles de Kerchove de Denterghem besliste dat op de Westerbegraafplaats ook joden en protestanten mochten begraven worden. Dit stuitte op hevig verzet van het bisdom, dat lange tijd heeft geweigerd het kerkhof te wijden. Door die controverse verwierf het haar bijnaam Geuzenkerkhof.

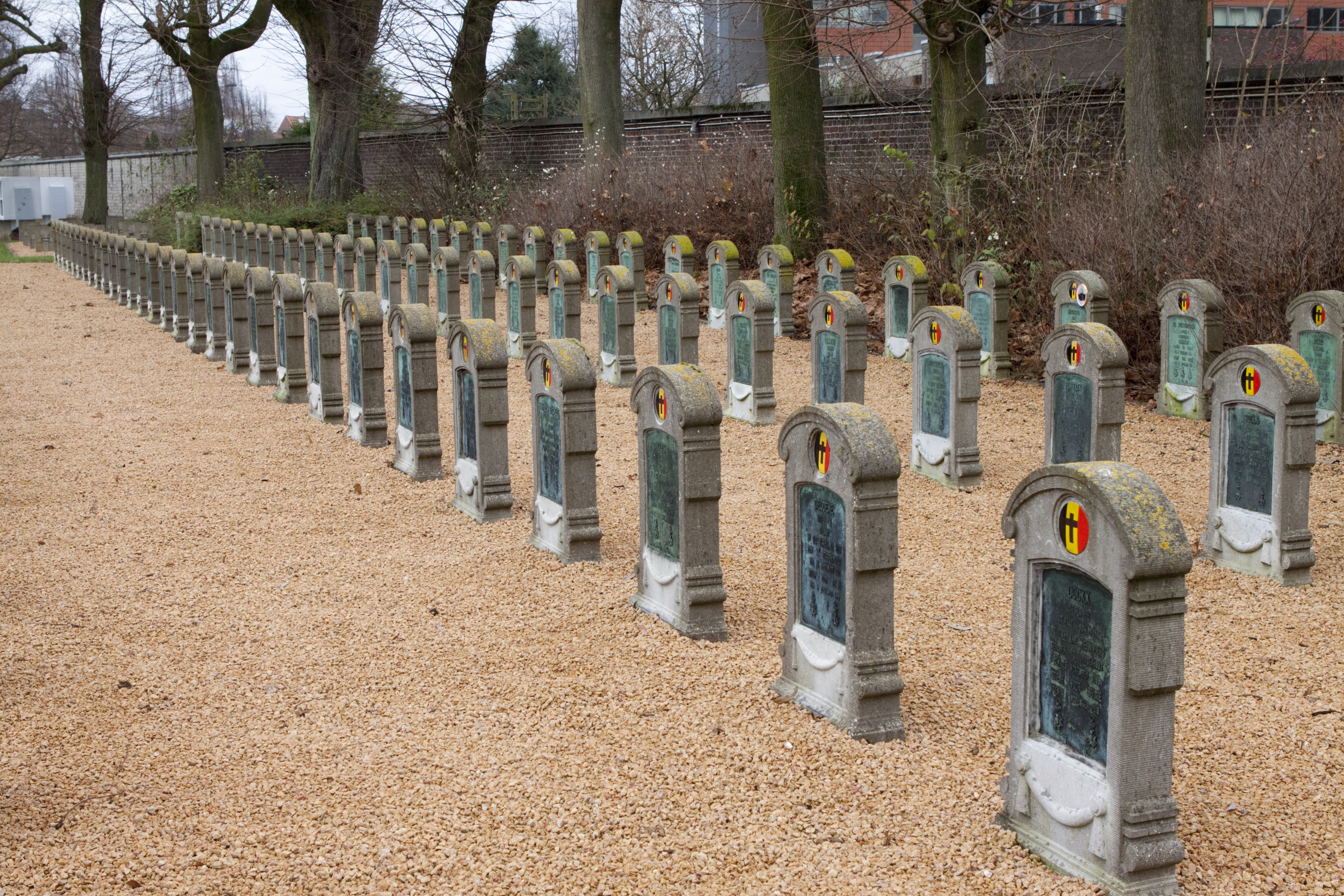
Belgische militaire graven

## Militaire begraafplaats
Op de begraafplaats rusten zo'n 200 Belgische gesneuvelde soldaten uit beide wereldoorlogen. Daarnaast rusten er nog een paar tientallen Fransen, Italianen en Russen uit de Eerste Wereldoorlog.

### Britse oorlogsgraven
Op de begraafplaats liggen 195 Britse gesneuvelde militairen uit de beide wereldoorlogen. Het perk met de 85 slachtoffers uit de Eerste Wereldoorlog werd ontworpen door William Cowlishaw. Deze slachtoffers, waaronder 2 doden die na de wapenstilstand vanuit Jabbeke Churchyard werden overgebracht, waren krijgsgevangenen die omkwamen tijdens de Duitse bezetting. 
De 111 slachtoffers uit de Tweede Wereldoorlog vielen vooral bij de gevechten tegen het oprukkende Duitse leger in 1940 of gedurende de hevige gevechten bij de verdediging van het strategische kanaal Gent-Terneuzen in september 1944.
Er liggen 182 Britten, 10 Canadezen, 1 Australiër, 1 Nieuw-Zeelander en 1 Nederlander begraven. De graven worden onderhouden door de Commonwealth War Graves Commission en staan er geregistreerd onder Gent City Cemetery

#### Onderscheiden militairen
- Ronald Hawkins, squadronleader bij de Royal Air Force werd onderscheiden met het Military Cross en het Air Force Cross (MC, AFC).
- William Nicholson Mossop, kapitein bij het West Yorkshire Regiment (Prince of Wales's Own) en Edward Percy Reid Joudain, onderluitenant bij het Royal Sussex Regiment werden onderscheiden met het Military Cross (MC).
- Alfred William Groves, piloot bij de Royal Air Force Volunteer Reserve werd onderscheiden met de Distinguished Flying Medal (DFM).
- onderofficier James Smith (Border Regiment); schutter W.H. Riddle (London Regiment (Queen Victoria's Rifles) en soldaat Stephen David Harrison (London Regiment (Royal Fusiliers)) werden onderscheiden met de Military Medal (MM).

#### Alias
- soldaat Samuel Maiden diende onder het alias F.G. Ernscliffe bij de 13th Hussars.

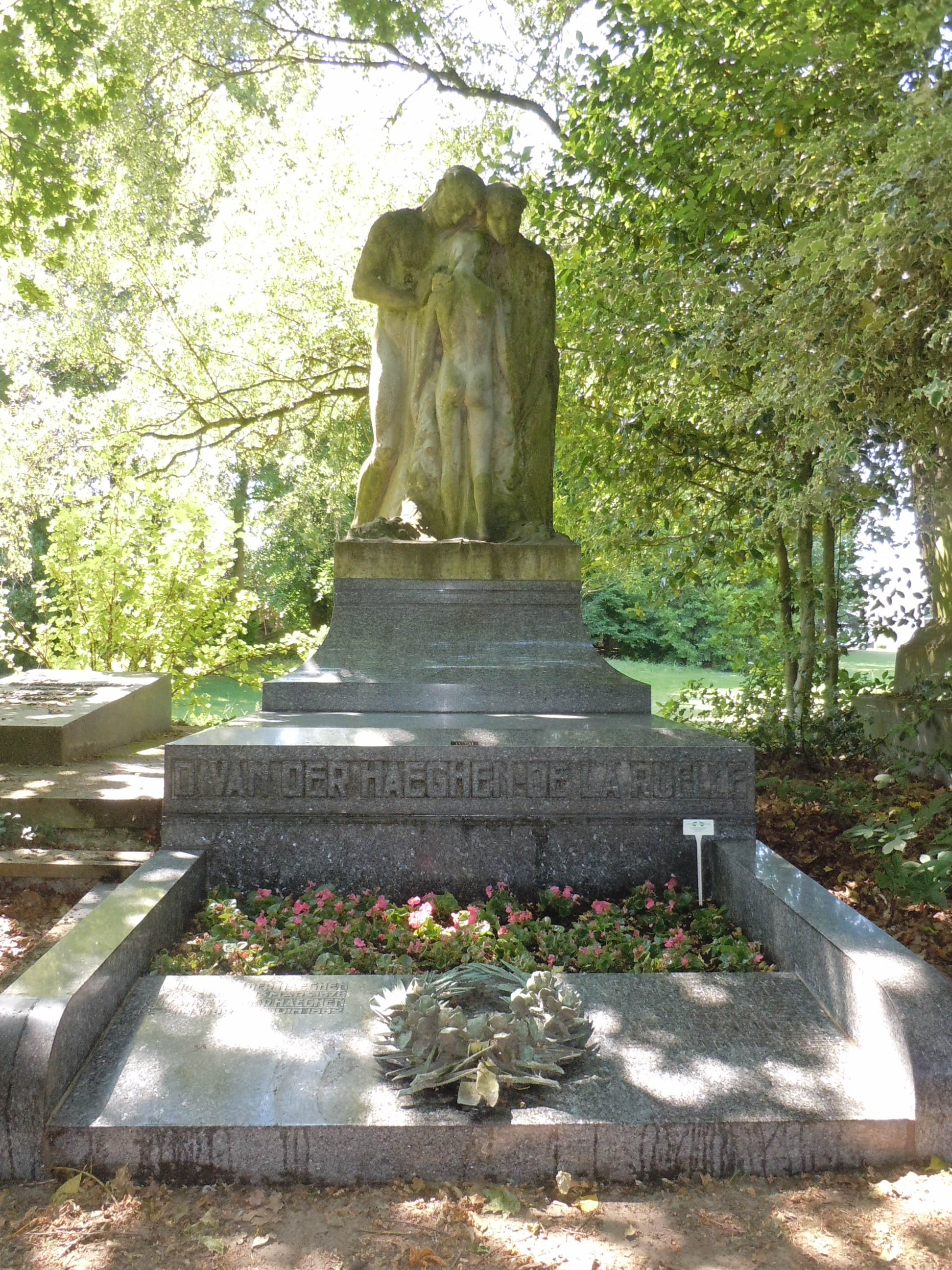
Beeldengroep op het praalgraf van Vanderhaeghen-Delaruelle - door beeldhouwer Geo Verbanck

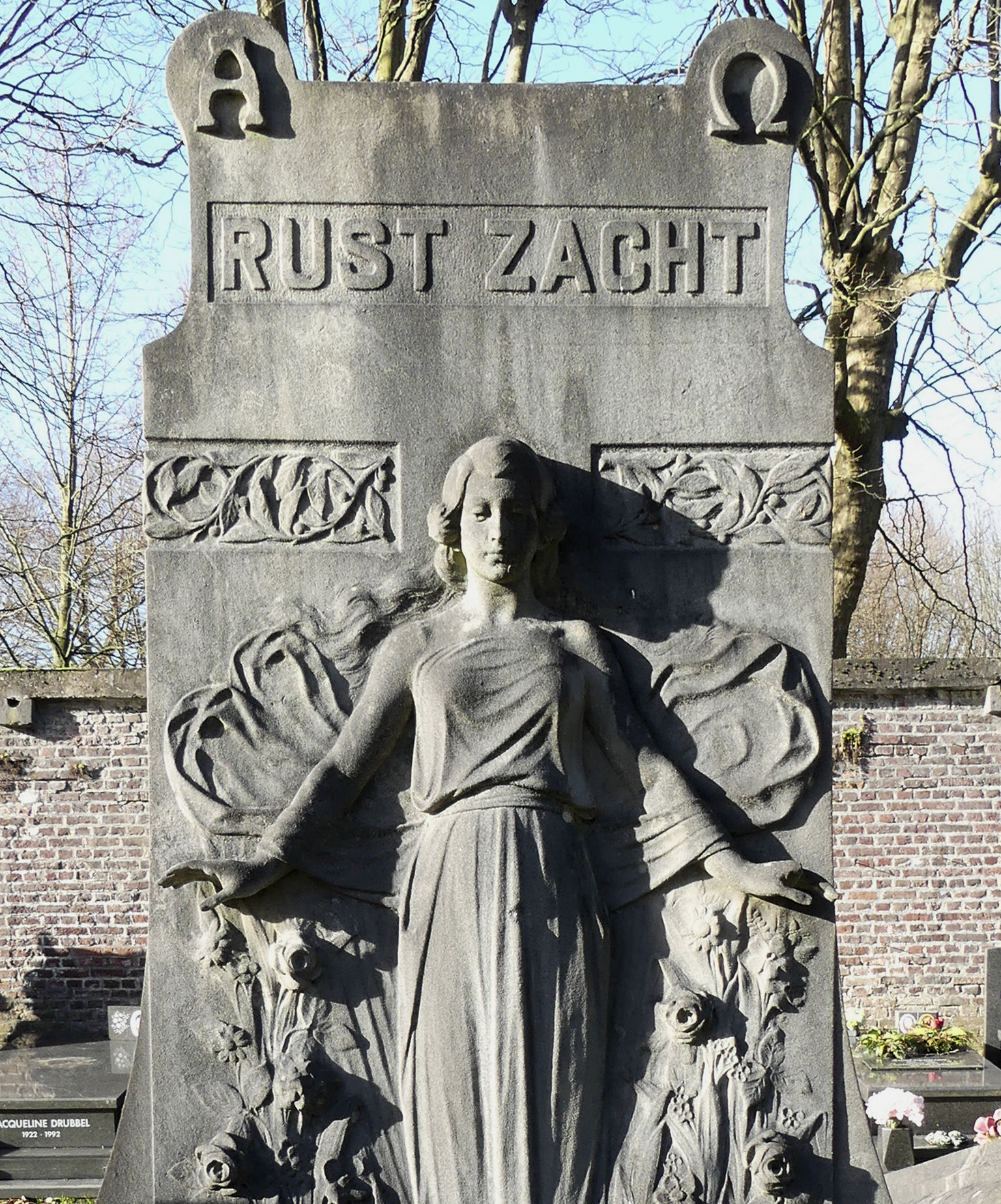
arduinen praalgraf in art-nouveaustijl door een onbekende beeldhouwer

## Funerair erfgoed
Verschillende concessie zijn aangemerkt als waardevol funerair erfgoed. Ze hebben een zeer hoge kunsthistorische waarde.
- familie De Smet-Dal (1915), door Jean Mahu
- Engel in brons, voor het praalgraf van Fernand Scribe (1899), door Jacques de Lalaing
- familie Paternotte, door Edmond Paternotte
- Hippolyte Metdepenningen, door Paul De Vigne
- monumentaal praalgraf voor Jan Samijn, door Achiel de Maertelaere
- Geo Verbanck en echtgenote Bertha Autrique, (1936), door Geo Verbanck
- Oorlogsmonument 1914-1918, door Carl De Cock
- Oorlogsmonument voor de Gentse doden 1914-1918, door Olivier Piette
- monument in brons voor de Franse soldaten, 1900, door Hippolyte Leroy
- Cesar De Cock, schilder door Louis-Jean Mast
- Benoit Van Outrive, burgemeester van Ruiselede door Benoit Wante
- Liane Soudan, Vlaamse muziekpedagoge
- familie Vanderhaeghen-Delaruelle (1914) door Geo Verbanck
- familie Gallet-Van Cauteren (1914) door Geo Verbanck
- familie Seriacop-De Ronne (1908 & 1919) door Geo Verbanck
- familie Beernaerts-De Schampelaere (1932) door Domien Ingels

## Graven van beroemde personen
- Edward Anseele (1856-1938), Vlaams politicus en journalist
- Vina Bovy (1900-1983), Vlaamse sopraanzangeres
- Cyriel Buysse (1859-1932), Vlaamse schrijver
- Gustave Callier (1819-1863), hoogleraar in de wijsbegeerte
- Johan Daisne (1912-1978), Vlaamse schrijver
- Romain Deconinck (1915-1994), Vlaams acteur, zanger en komiek, en diens vrouw Yvonne Delcour (1932-2024)
- Désiré De Keghel (1839-1901), Vlaams kunstschilder
- Charles de Kerchove de Denterghem (1819-1882), Vlaams politicus en burgemeester van Gent
- Liéven De Winne (1821-1880), Vlaams kunstschilder
- John Flanders (1887-1964), Vlaamse schrijver
- François Laurent (1810-1887), historicus en jurist
- Virginie Loveling (1836-1923), Vlaamse schrijfster
- Julius Mac Leod (1857-1919), Vlaams botanicus en bioloog
- Gustaaf Magnel (1889-1955), Vlaams ingenieur en bouwkundig pionier
- Albert Mechelynck (1854-1924), Vlaams advocaat en liberaal politicus
- Hippoliet Meert (1865-1924), Vlaams activist en hoogleraar
- Olivier Piette (1885-1948), Vlaams beeldhouwer
- Leon Sarteel (1882-1942), Vlaams beeldhouwer
- Frits Van den Berghe (1883-1939), Vlaams kunstschilder
- Oscar Van de Voorde (1871-1938), Vlaams architect
- Geo Verbanck (1881-1961), Vlaams beeldhouwer